# Bulbine caput-medusae
Bulbine caput-medusae es una especie de planta herbácea perteneciente a la familia Xanthorrhoeaceae. Es endémica de Namibia.  Su hábitat natural son las secas sabanas y calurosos desiertos.

## Descripción
Es una planta perenne, herbácea, suculenta, geófita que alcanza un tamaño de 0.15 - 0.22 m de altura, a una altitud de 500 - 1500 metros en Namibia.
De esta hierba perenne se conocen 4-6  subpoblaciones  con un grado de ocurrencia <2500 km ². El tamaño de la población es de alrededor de 5000, sin embargo, no son reales las amenazas conocidas (aunque la recopilación es una amenaza potencial, ya que es una planta muy atractiva) y la población se considera actualmente estable.